# 영화사 레드피터
영화사 레드피터는 대한민국의 영화 제작사이다. 영화 제작자 이동하가 2014년 설립하였으며, 2016년 첫 영화 《부산행》을 제작하였다.

## 작품 목록
| 연도 | 영화                       | 감독   | 배급               | 관객수     | 비고                                   |
| ---- | -------------------------- | ------ | ------------------ | ---------- | -------------------------------------- |
| 2016 | 《부산행》                 | 연상호 | NEW                | 11,567,662 |                                        |
| 2016 | 《카이: 거울 호수의 전설》 | 이성강 | 메가박스㈜플러스엠 | 24,990     | 스튜디오 다다쇼와 공동 제작            |
| 2018 | 《염력》                   | 연상호 | NEW                | 990,104    |                                        |
| 2019 | 《생일》                   | 이종언 | NEW                | 1,197,748  | 나우필름, 파인하우스필름과 공동 제작   |
| 2019 | 《미성년》                 | 김윤석 | 쇼박스             | 293,352    | 화이브라더스코리아와 공동 제작         |
| 2020 | 《부산행: 익스텐디드》     | 연상호 | NEW                | 4,117      | 후속작 《반도》 개봉에 앞서 재개봉     |
| 2020 | 《반도》                   | 연상호 | NEW                | 3,810,575  |                                        |
| 2020 | 《프린세스 아야》          | 이성강 | CGV 아트하우스     |            | 스튜디오 다다쇼와 공동 제작; 후반 작업 |

## 수상
- 제1회 PGK어워즈 - 올해의 프로듀서상 (이동하 《부산행》, 2016)